# FK Mažeikiai
FK Mažeikiai é um clube de futebol profissional lituano da cidade de Mažeikiai que joga o Campeonato Lituano de Futebol.
Seus jogos são mandados no Mažeikių sporto centro stadionas, que possui capacidade para 2.400 espectadores.

## História
Durante sua história, o clube utilizou vários nomes em sua historia, que são:
- 1961 – ETG Mažeikiai
- 1962 – Elektra Mažeikiai
- 1973 – Atmosfera Mažeikiai
- 1990 – Jovaras Mažeikiai
- 1992 – FK Mažeikiai
- 1992 – ROMAR Mažeikiai
- 1995 – FK Mažeikiai
- 2001 – Nafta Mažeikiai
- 2003 – FK Mažeikiai